# 미야베 료카
미야베 료카(宮部涼花, 1972년 12월 23일 ~, G컵)는 일본의 전 AV 여배우다. 2014년 4월에 마돈나 소속으로 작품 《OBA-112》로 데뷔했다. 2015년 7월에 은퇴했다.